# Lasiochlamys
Genre
Lasiochlamys est un genre de plantes à fleurs de la famille des Salicaceae. Il comprend onze espèces d'arbustes, toutes endémiques de Nouvelle-Calédonie. L'espèce type est Lasiochlamys reticulata.

## Taxonomie
Ferdinand Albin Pax et Käthe Hoffmann nomment le genre en 1922. Le genre est initialement décrit dans la famille des Euphorbiaceae sur la fausse déclaration de Rudolf Schlechter selon laquelle l'ovaire était biloculaire.

## Genres proches
Le genre Lasiochlamys est étroitement apparenté à Hemiscolopia Sloot (présent en Indochine, Thaïlande, Malaisie, Péninsule, Sumatra, Banka, Java) ; ce dernier se distingue de Lasiochlamys par des tépales glabres, par la présence d'un ovaire rudimentaire dans la fleur mâle et par des feuilles qui portent 2 (-4) glandes basales marginales distinctes.
L'analyse phylogénétique moléculaire suggère que Lasiochlamys pourrait être associée au genre plus large Xylosma.
Les genres Lasiochlamys et Xylosma n'étant pas toujours faciles à différencier morphologiquement, la propriété d'accumuler le nickel que possèdent de nombreux Xylosma pourrait se révéler utile pour préciser l'appartenance d'une espèce à l'un ou l'autre de ces deux genres.

## Description
Ce sont des arbustes ou des arbres dioïques, inermes. Les feuilles sont alternes, simples, entières ou dentées, à pétiole court. Les fleurs sont unisexuées, sur des inflorescences axillaires : les mâles avec des étamines très nombreuses, les femelles avec un ovaire contenant 2-3 graines. Les fruits sont des baies un peu charnues.

## Liste des espèces
Le genre comprend les onze espèces suivantes,,, :
- Lasiochlamys cordifolia Sleum.
- Lasiochlamys coriacea Sleum.
- Lasiochlamys fasciculata (Guillaumin) Sleum.
- Lasiochlamys hurlimannii (Guillaumin) Sleum.
- Lasiochlamys koghiensis (Guillaumin) Sleum.
- Lasiochlamys mandjeliana Sleum.
- Lasiochlamys planchonellifolia (Guillaumin) Sleum.
- Lasiochlamys pseudocoriacea Sleum.
- Lasiochlamys reticulata (Schlechter) Pax & Hoffmann
- Lasiochlamys rivularis Sleum.
- Lasiochlamys trichostemona (Guillaumin) Sleum.

## Menaces et conservation
Toutes les espèces sont protégées. Trois sont inscrites sur la Liste rouge de l'UICN : Lasiochlamys pseudocoriacea classée « espèce vulnérable » (VU), Lasiochlamys hurlimannii classée « en danger » (EN) et Lasiochlamys mandjeliana classée « espèce vulnérable » (VU),.